# جبل تدنق
جبل تدنِق عبارة عن جبل بركاني خامد يقع غرب السعودية، ويقع تحديداً في حرة عويرض الواقعة بين منطقتي المدينة المنورة وتبوك. يبلغ ارتفاع الجبل نحو 1826 م.